# Sanger om tilhørighet
Sanger om tilhørighet is een livealbum van Ketil Bjørnstad en ensemble. De componist lichtte het toe als zijnde een modern oratorium omtrent het verlangen tot het behoren tot iets of iemand. Bjørnstad schreef daarvoor al meerdere moderne oratoria. Deze uit 2014 werd uitgevoerd en opgenomen op 26 juli 2014 in de Nidaros-domkerk in Trondheim. De opnamen werden verricht door de Norsk Rikskringkasting (NRK). Voor de albumversie vond er nog een mix plaats door Jan Erik Kongshaug in "zijn" Rainbow Studio.

## Musici
- Tora Angestad – zang
- Håkon Kronstad – zang, saxofoon, dwarsfluit, elektronica
- Anja Lechner – cello
- Birger Misterreggen – percussie
- Ketil Bjørnstad – piano
- Nidarosdomens Oratoriekor o.l.v. Petra Bjørkhaug

## Muziek
| Nr. | Titel                                                              | Bezetting ensemble                     | Duur |
| --- | ------------------------------------------------------------------ | -------------------------------------- | ---- |
| 1.  | La meg ta deg med (Let me take you with me)                        | instrumentaal ensemble                 | 2:43 |
| 2.  | Ved begynnelsen (At the beginning)                                 | tenor, ensemble                        | 5:09 |
| 3.  | Intermezzo nr. 1                                                   | instrumentaal ensemble                 | 2:58 |
| 4.  | Nattvals (Night waltz)                                             | mezzosopraan, instrumentaal ensemble   | 5:45 |
| 5.  | Møte deg (Meet you)                                                | koor, instrumentaal ensemble           | 4:37 |
| 6.  | Vær ikke red (Do not be afraid)                                    | tenor, instrumentaal ensemble          | 5:45 |
| 7.  | Verden (The world)                                                 | mezzosopraan, instrumentaal ensemble   | 8:15 |
| 8.  | Intermezzo nr. 2                                                   | instrumentaal ensemble                 | 2:31 |
| 9.  | Skogen stanset opp og spurte (The forest came to a halt and asked) | koor, instrumentaal ensemble           | 6:36 |
| 10. | Tegninger (Drawings)                                               | tenor, instrumentaal ensemble          | 3:24 |
| 11. | Lyng (Heath)                                                       | koor, instrumentaal ensemble           | 4:39 |
| 12. | Svart teppe (Black curtan)                                         | mezzosopraan, instrumentaal ensemble   | 8:44 |
| 13. | Alt som våkner (All that awakens)                                  | solisten, koor, instrumentaal ensemble | 2:41 |
| 14. | Menneske (Person)                                                  | koor, instrumentaal ensemble           | 2:57 |
| 15. | Intermezzo nr. 3                                                   | instrumentaal ensemble                 | 3:21 |
| 16. | Sang om tilhørighet (Song about belonging)                         | solisten, instrumentaal ensemble       | 7:32 |